# Komunikacija
Komunikacija je proces razmjene informacija preko dogovorenog sistema znakova, odnosno proces slanja informacija sebi ili bilo kojem drugom entitetu, najčešće putem jezika. Riječ komunikacija doslovno znači: podijeliti, učiniti nešto općim ili zajedničkim. Komunikacija je obično opisana prema 3 glavne dimenzije: sadržaju, formi i cilju. Sadržaj komunikacije i forma kreiraju poruke koje se šalju prema cilju. Cilj može biti sam čovjek, druga osoba (u interpersonalnoj komunikaciji) ili drugi entitet poput grupe, organizacije ili društva. Znanstvena disciplina koja proučava komuniciranje jest komunikologija. 

## Definicije komunikacije
Slično kao i u mnogim srodnim znanostima, postoji više desetaka, pa čak i stotina različitih definicija komunikacije i još uvijek nema jedne koju bi prihvatila većina znanstvenika koji se bave ovim znanstvenim poljem.
Harold Lasswell, američki politolog i komunikolog, opisao je njene sastavnice poznatom, tzv. Lasswellovom formulom :’Tko, kaže Što, kojim Kanalom, Kome i s kojim Efektom?’, ali teoretičari komunikacije nisu se na tome zadržali. 
Katherine Miller u knjizi ‘Communication Theories: Perspectives, Processes, and Contexts’ daje pregled čak sedamnaest različitih definicija komunikacije kroz povijest: Weaver, npr. kaže da komunikacija ‘uključuje sve procedure kojima ljudi utječu jedni na druge’, a Hawes komunikaciju naziva ‘strukturiranim ponašanjem u prostor-vremenu sa simboličkom odrednicom’. 
U svima njima komunikacija se promatra ili kao proces ili kao stvaranje značenja ili kao prijenos određene informacije ili poruke, a vrlo često i kao kombinacija dvaju pogleda, ili čak kao sve troje zajedno.

## Oblici komunikacija
- verbalna komunikacija
- neverbalna komunikacija
- intrapersonalna komunikacija
- interpersonalna komunikacija
- grupna komunikacija
- javna komunikacija
- masovna komunikacija
- aktivno slušanje
- telekomunikacija
- računalno-posredovana komunikacija
- zdrava komunikacija
- interkulturalna komunikacija
- usmena komunikacija
- pismena komunikacija

## Oblici i komponente ljudske komunikacije
Ljudska komunikacija dijeli se na verbalnu komunikaciju i neverbalnu komunkaciju.
Verbalna komunikacija je komunikacija koju pojedinac ostvaruje govorom (i pismom kao zapisom govora), a neverbalna komunikacija ona koju ostvaruje neverbalnim znakovima, odnosno govorom tijela (mimikama,gestama lica i slično)
Osnovni komunikacijski alat ljudske komunikacije je jezik.
Pojam jezika označava tri osnovna pojma:
1. specifičan jezik koji koristi određeni narod ili grupa govornika
2. skup naziva (nomenklatura), odnosno instrument za imenovanje objekata koji postoje u svijetu oko nas
3. oruđe za izražavanje misli unutar naših glava

Slovenski komunikolog France Vreg smatra da se jezik treba promatrati na tri osnovne razine:
1. semantičkoj, koja proučava odnos između jezičnih znakova i izvanjezičnih ‘objekata’ koje ti znakovi označavaju
2. sintaktičkoj, koja proučava međusobni odnos znakova
3. pragmatičkoj, koja uspostavlja odnos između znaka i njegova korisnika

Različiti autori ističu da je jezik osnovni alat kojim spoznajemo sami sebe, ali i svijet oko sebe. Njime odražavamo, i ponovno uspostavljamo našu zajedničku stvarnost. Bez jezika kao instrumenta komunikacije gotovo ne bi bilo ni čovjeka, ni ljudskog društva kakvo poznajemo.

## Teorije o komunikaciji
Postoji mnogo različitih modela koji opisuju komunikacijske procese, počevši od najjednostavnijih modela prijenosa poruke od pošiljatelja do primatelja kroz jedan kanal. Za njih je komunikacija akcija čiji je cilj prenijeti poruku od jednog pošiljatelja do drugog. Ima modela koji komunikaciju promatraju kao interakciju s ciljem zajedničkog stvaranja poruke u kojem je pošiljatelj istodobno i primatelj i obratno, a koje se događa kroz međusobnu transakciju poruke i povratne veze. Svi spomenuti pristupi formirali su široko polje različitih teorija koje opisuju komunikaciju i njene fenomene.
Claude Shannon i Warren Weaver u svojim radovima opisali su model komunikacije, često nazivan i "majkom svih modela", koji se sastoji od naizgled jednostavnog sustava koji povezuje izvor ili pošiljatelja informacije, kanal kroz koji se informacija šalje, primatelja ili odredište te buku koja utječe na informaciju tijekom procesa prijenosa. U skladu s pogledima kibernetičke tradicije, Shannon i Weaver komunikaciju promatraju kao dio sustava kojem je cilj dostaviti što je moguće točniju i neizmijenjenu informaciju, na koju utječu različite smetnje ili "buka u kanalu". Što je buka manja, manja je i neizvjesnost oko same informacije i obrnuto – povećanje buke u kanalu povećava vjerojatnost da će informacija biti prenesena samo djelomično ili da će biti krivo reinterpretirana, pa se time stvara neizvjesnost oko javne informacije.
Hrvatski komunikolog Darijo Čerepinko u svojem udžbeniku kao najvažnije navodi sljedeće teorije:
1. Teorije koje se bave stvaranjem i prenošenjem značenja
- Teorija simboličkog interakcionizma
- Koordinirano upravljanje značenjem ili teorija pravila
- Konstruktivizam
- Narativna paradigma
- Teorija simboličkog približavanja
- Teorija društvene konstrukcije stvarnosti
- Semiotika

2. Teorije interpersonalne komunikacije
- Dramaturška perspektiva
- Teorija smanjenja neizvjesnosti
- Teorija društvene penetracije
- Teorija kršenja očekivanja
- Interakcijski pogled
- Dijalektika odnosa
- Teorija kognitivne disonance
- Model vjerojatnosti objašnjavanja

3. Teorije grupne komunikacije i komunikacije u organizacijama
- Teorija društvenog prosuđivanja
- Funkcionalna perspektiva grupnog odlučivanja
- Teorija prilagodljivog strukturiranja
- Pristup informacijskog sustava
- Kulturni pristup organizacijama
- Kritička teorija komunikacije u organizacijama

4. Retorika
5. Teorije masovne komunikacije
- Teorija medija (Tehnološki determinizam) Marshalla McLuhana
- Paradigma ograničenog utjecaja
- Teorija zadovoljenja koristi
- Teorija društvene odgovornosti medija (Četiri teorije tiska)
- Kulturni studiji
- Teorija kultivacije
- Teorija postavljanja prioriteta
- Spirala šutnje

6. Interkulturalna komunikacija i komunikacija između rodova
- Teorija govornih kodova
- Teorija ušutkane grupe
- Teorija stajališta
- Rodolekt

## Razine i konteksti komuniciranja
Komunikacija je proces razmjene misli, osjećaja i poruka koji se nužno odvija kad god postoji interakcija (međuodnos, međudjelovanje). Komunikacija je dio obilježja pojedinih naroda ili grupa ljudi, pa je u međunarodnim odnosima vrlo važno poznavati kulturu i tradiciju sugovornika da bi se moglo uspješno komunicirati. Zbog toga je komunikacija temelj međuljudskih odnosa. Razine komunikacije mogu biti: obiteljske (komunikacija između članova obitelji), plemenske (plemićke obitelji koje imaju običaje i standarde komuniciranja), emotivne, racionalne itd. Razina komuniciranja ima toliko koliko ima i društvenih razina. Svaka komunikacija ovisi o kontekstu komuniciranja.